# Culto imperiale

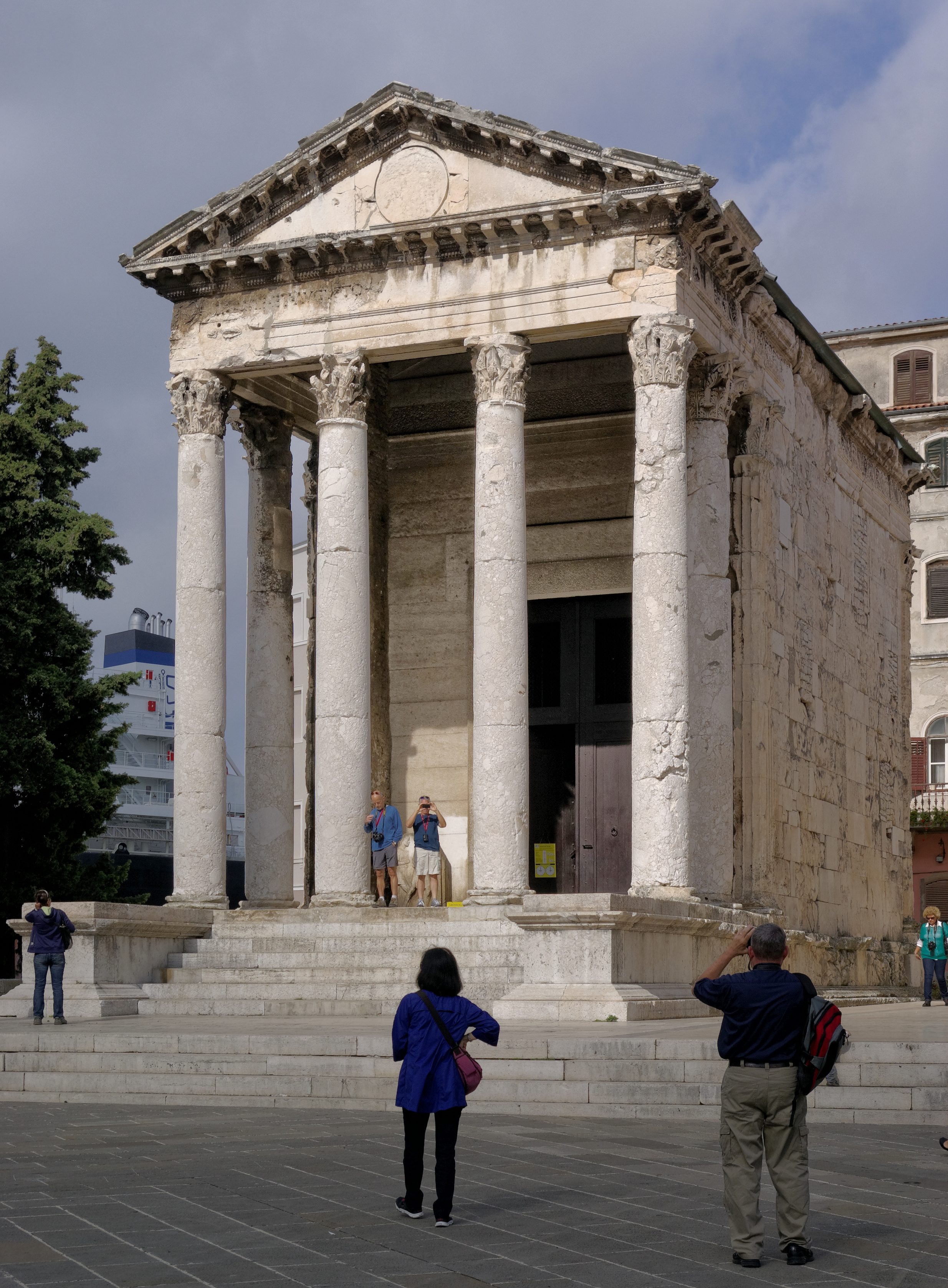
Il tempio di Augusto e Roma di Pola, realizzato agli inizi del I secolo per il culto congiunto della dea Roma e del Genio imperiale di Augusto e quindi, dopo la morte dell'Imperatore, dello stesso Augusto divinizzato.

Il culto imperiale è una forma di culto dedicata nell'ambito della religione romana all'Imperatore e all'Impero, personificato nella dea Roma.

## Caratteristiche e modalità
Le origini del culto imperiale vanno ricercate nel mondo classico del II secolo a.C., quando nacque il culto della dea Roma, personificazione del dominio imperiale dello Stato romano.
Già nel I secolo a.C. Silla, Pompeo e Cesare cercarono di diffondere il culto della propria persona, in particolare Giulio Cesare cercò di dar vita al culto dell'imperatore, a cui riuscì a dare le basi. Alla sua morte Giulio Cesare venne proclamato divus, equiparato quindi ad un dio, e venne istituito il suo culto.
Quando Ottaviano venne proclamato augusto, numerose città orientali chiesero di poterlo onorare, ma il culto dell'imperatore vivente era diffuso solo nell'oriente, per cui Augusto diede indicazioni precise: il suo culto doveva essere associato a quello della Dea Roma e poteva essere praticato solo da abitanti dell'oriente. Nonostante ciò spesso il suo culto venne distinto da quello di Roma.
Il culto imperiale, come tutti gli altri culti pagani, ebbe termine con l'editto di Tessalonica di Teodosio I, quando fu sostituito dalla religione cristiana e dalla concezione dell'Imperatore e dell'Impero come garanti dell'ordine divino monoteista.

### Il culto di Roma
Il culto di Roma personificata si diffuse rapidamente nel corso del III secolo a.C. da Smirne ai territori greci, e in breve arrivò nella stessa città di Roma. A Roma veniva reso onore dai generali vittoriosi ed infatti il suo culto aveva caratteri più politici che religiosi. Questo culto risultava importante per diffondere un'immagine sacrale e dunque inviolabile del dominio romano.
Sono documentate anche divinità astratte connesse al culto imperiale, tra cui Victoria, Spes, Aeternitas, Concordia, Providentia, Bonus, Eventus, Libertas e Pax. Tali forze divine rappresentavano i caratteri con i quali la Roma imperiale desiderava presentare se stessa e il proprio potere ai popoli sottomessi.

### Il culto dell'Imperatore: ilGenio imperialee ladeificazione
Fondamentale nel culto imperiale erano gli atti religiosi rivolti verso l'Imperatore.
Anzitutto vi era il culto del Genio dell'Imperatore: tale forma permetteva infatti di rivolgere l'atto religioso anche al sovrano vivente, senza per questo contravvenire ai principi della religione romana, che al contrario di quanto avveniva in Oriente, non concepiva il concetto di uomo-dio.
Nell'Urbe l'inizio del culto dell'imperatore si ebbe appunto con l'introduzione del genius Augusti, cioè dello spirito di Augusto o, meglio, del suo nume tutelare. Non si trattava dunque di un vero e proprio culto dell'imperatore ancora vivente (che non venne tuttavia vietato là dove sorgeva spontaneamente), essendo tale tradizione estranea ai cittadini romani, ma di un culto rivolta alla sua divinità tutelare. Alla sua morte, però, anche Augusto venne proclamato divus con un atto pubblico del Senato romano (la deificatio), potendo in tal modo divenire direttamente oggetto di attenzioni religiose. All'imperatore divinizzato venivano quindi eretti templi, coi propri collegi sacerdotali, e dedicate festività in corrispondenza del dies natalis.
Lo stesso avvenne per la maggior parte dei successivi imperatori: da una parte il culto del genio dell'imperatore vivente, che era un atto dovuto da tutti i cittadini dell'Impero, dall'altro il culto personale riservato a quei sovrani che venivano riconosciuti come "divini" dopo la morte. Fu proprio l'opposizione al culto imperiale presentata dai Cristiani una delle cause delle persecuzioni cui andò incontro, sin dal I secolo la nuova religione.
Il culto imperiale continuò a fiorire fino al III secolo, con l'imperatore Alessandro Severo, dopodiché questo genere di culto andò lentamente in disuso, proprio per l'affermarsi della religione cristiana. Tuttavia pratiche della divinizzazione imperiale rimasero ancora a lungo in uso, tanto da essere ancora applicate anche nel caso dello stesso Costantino I, come retaggio dell'antica religione. Lo stesso imperatore veniva però parimenti elevato dal nuovo culto cristiano al rango di Isapostolo, cioè di "eguale agli apostoli", con una modalità volta appunto perpetuare la funzione religiosa dell'imperatore.